# David Colpaert
David Colpaert (23 januari 1970) is een Belgisch voetbalcoach.

## Carrière
Colpaert voetbalde bij verschillende lageredivisieclubs, waaronder VK Dadizele, maar moest op zijn 28e stoppen wegens veelvuldig blessureleed. Na zijn spelerscarrière werd hij jeugdtrainer bij SK Oostnieuwkerke en KSV Roeselare. In oktober 2008 haalde Dirk Azou, die hem nog kende van bij Roeselare, hem als assistent-trainer naar Sassport Boezinge. Toen de club tweeënhalf jaar later afscheid nam van Azou, volgde Colpaert hem op als hoofdtrainer. Colpaert werkte op dat moment ook bij Cercle Brugge als wedstrijdscout.
In het voorjaar van 2012 raakte bekend dat Colpaert na het seizoen zou overstappen naar reeksgenoot Zwevegem Sport, hoewel hij ook assistent-trainer kon worden bij derdeklasser Torhout 1992 KM. Colpaert wist Zwevegem slechts ternauwernood te redden van de degradatie. 
In de zomer van 2013 haalde Frederik Vanderbiest, die Colpaert nog kende van bij Roeselare, hem als assistent-trainer naar kersvers eersteklasser KV Oostende. Na het vertrek van Vanderbiest bleef Colpaert er assistent onder diens opvolger Yves Vanderhaeghe. Toen zijn rol onder Vanderhaeghe wat uitgehold werd, stapte Colpaert in december 2015 over naar Cercle Brugge, waar Vanderbiest intussen hoofdtrainer was geworden. Toen Vanderbiest op het einde van het seizoen vertrok bij Cercle, kwam er ook een einde aan Colpaerts passage in het Jan Breydelstadion. Later dat jaar werkten ze nog even samen bij Antwerp FC.
In mei 2017 haalde Vanderbiest Colpaert voor de vierde keer aan boord, ditmaal bij Lierse SK. Toen Vanderbiest in oktober 2017 ontslag nam bij Lierse, bleef Colpaert aan als assistent van de jonge Will Still. Toen die bij gebrek aan een UEFA A-trainersdiploma niet langer mocht aanblijven als hoofdcoach, volgde Colpaert hem op. Onder Colpaert eindigde Lierse tweede in het tweede periodekampioenschap, op vijf punten van periodekampioen Cercle Brugge. In Play-off 2 eindigde de club laatste in zijn groep met 7 op 30. Op het einde van het seizoen ging de club failliet.
In november 2018 keerde Colpaert terug naar KSV Roeselare, waar hij de assistent werd van hoofdtrainer Nano (en later van diens opvolgers Juanito, Arnar Grétarsson en Christophe Gamel). In juli 2020 kondigde hij zijn afscheid bij Roeselare aan. Colpaert ging daarna aan de slag als scout bij KV Mechelen, de club waar Vanderbiest op dat moment de assistent was van hoofdtrainer Wouter Vrancken.